# Brachymyrmex bruchi
Brachymyrmex bruchi é uma espécie de inseto do gênero Brachymyrmex, pertencente à família Formicidae.
Possui duas subespécies, a padrão (B. bruchi bruchi) e B. bruchi rufipes.